# 托博尔斯克的伊望
托博尔斯克的伊望（俄语：Иоа́нн Тобо́льский，1651年–1715年），本名伊凡·马克西莫维奇·瓦西里科夫斯基（Иван Макси́мович Васильковский），是一位俄罗斯正教会神职人员，托博尔斯克及全西伯利亚都主教。1916年获得封圣，这恰好使他成为了革命前最后一位被封圣的俄罗斯教会圣人。他是上海及旧金山的圣伊望的远亲，也是后者起名的来源。托博尔斯克的圣伊望是基辅洞窟修道院诸多杰出的圣教长之一。

## 生平
伊凡·马克西莫维奇生于切尔尼戈夫省涅任，有六个兄弟。根据对马克西姆·瓦西尔科夫斯基后裔的遗传研究，马克西莫维奇家族的属于Y 单倍群 R1a-YP616（分支 R1a-L260），这在西斯拉夫人和东斯拉夫人中很常见（大多数在现代波兰）。
他就读于基辅的彼得·莫吉拉学院，学习神学。他将自己的青年时光全部投入学习，并以优异的成绩毕了业。此后，他留校任教八年，教授拉丁语。在拜访基辅洞窟修道院后，伊凡出家修行的渴望变得强烈，最终他成为了修士。1677年，土耳其人进犯乌克兰，他被修道院众人选为使节向费奥多尔沙皇求援。沙皇钦定了布良斯克周边的斯文斯克修道院为洞窟修道院众修士在遭受袭击时的避难所，以伊凡为该修道院的院长。1695年，伊凡晋升至叶列茨基圣母安息修道院的修士大司祭的神品。1696年，切尔尼戈夫大主教狄奥多西薨，伊凡被哥萨克酋长国最高拉达一致选为下任大主教。1697年1月10日，伊凡被正式祝圣为主教。为了改善当地神职人员的教育，他创办了切尔尼戈夫教区学校，这正面地影响了其他教区，使得他们纷纷效仿。
1700年，沙皇令基辅都主教拣选向西伯利亚异教民众传教的合适人选，其中的斐洛提乌成为了托博尔斯克大主教，1709年，斐洛提乌因病退隐，伊望便受命接替他的职位。1711年年中，伊望离开了切尔尼戈夫，启程前往西伯利亚，同年八月到达当地，接管了传教工作。不久，他向中国派出了东正教北京传道团。儒略历1715年6月10日，伊望大主教逝世，他去世前正跪着向切尔尼戈夫圣母圣像祈祷并保持着此姿势离世。